# Mistrovství světa v zápasu ve volném stylu 2003
Mistrovství světa v zápase ve volném stylu 2003 se uskutečnilo v New Yorku, (Spojené státy americké). 

## Výsledky

### Volný styl muži
| Kategorie | Zlato             | Stříbro          | Bronz              |
| --------- | ----------------- | ---------------- | ------------------ |
| 55 kg     | Dilshod Mansurov  | Ghenadie Tulbea  | Oleksandr Zacharuk |
| 60 kg     | Arif Abdullajev   | Yandro Quintana  | Song Jae-myung     |
| 66 kg     | Irbek Farnijev    | Serafim Barzakov | Kazuhiko Ikematsu  |
| 74 kg     | Buvajsar Sajtijev | Murad Gajdarov   | Gennadij Lalijev   |
| 84 kg     | Sadžid Sadžidov   | Cael Sanderson   | Revaz Mindorašvili |
| 96 kg     | Eldar Kurtanydze  | Alírezá Hajdárí  | Krasimir Kočev     |
| 120 kg    | Artur Tajmazov    | Kerry McCoy      | Alireza Rezaei     |

### Volný styl ženy
| Kategorie | Zlato            | Stříbro               | Bronz               |
| --------- | ---------------- | --------------------- | ------------------- |
| 48 kg     | Iryna Merleniová | Patricia Miranda      | Li Hui              |
| 51 kg     | Chiharu Icho     | Natalja Karamčakovová | Jennifer Wong       |
| 55 kg     | Saori Jošidaová  | Tina George           | Natalja Golcová     |
| 59 kg     | Seiko Yamamoto   | Natalja Ivaško        | Sally Roberts       |
| 63 kg     | Kaori Ičová      | Sara McMann           | Viola Yanik         |
| 67 kg     | Kristie Marano   | Ewelina Pruszko       | Svetlana Martinenko |
| 72 kg     | Kyoko Hamaguchi  | Toccara Montgomery    | Wang Xu             |

## Týmové hodnocení
| Pořadí | Muži volný styl | Muži volný styl | Ženy volný styl | Ženy volný styl |
| Pořadí | Tým             | Body            | Tým             | Body            |
| ------ | --------------- | --------------- | --------------- | --------------- |
| 1      | Gruzie          | 33              | Japonsko        | 62              |
| 2      | USA             | 31              | USA             | 62              |
| 3      | Írán            | 31              | Rusko           | 45              |
| 4      | Rusko           | 30              | Čína            | 33              |
| 5      | Uzbekistán      | 23              | Ukrajina        | 27              |
| 6      | Ukrajina        | 23              | Kanada          | 24              |
| 7      | Kuba            | 21              | Polsko          | 19              |
| 8      | Bělorusko       | 21              | Řecko           | 15              |
| 9      | Kazachstán      | 21              | Francie         | 14              |
| 10     | Bulharsko       | 17              | Německo         | 12              |